# Günter Eymold
Günter Eymold (* 17. April 1959 in Schnaittach) ist ein ehemaliger deutscher Fußballspieler. 
In der Jugend spielte er für den 1. FC Schnaittach. 1974 wechselte er zum 1. FC Nürnberg, wo er in der B- und A-Jugend auf der Position des Liberos eingesetzt wurde. In der Saison 1979/80 bestritt er drei Zweitligaspiele für den Club. 1982 wechselte er zu KSV Hessen Kassel, wo er in 38 Zweitligaspielen 12 Tore erzielte. Nach nur einem Jahr wurde er von Branko Zebec zu Eintracht Frankfurt geholt. In der ersten Liga kam er allerdings nur auf zwei Einsätze. 1984 ging der kopfballstarke Abwehrspieler zum VfL Osnabrück. 1987 wurde sein Vertrag nicht mehr verlängert. In der Saison 1989/90 spielte er wiederum für Hessen Kassel, musste dann aber wegen Knieproblemen die Karriere beenden.
Insgesamt bestritt er 126 Zweitligaspiele, in denen er 21 Tore erzielte, sowie 2 Bundesligaspiele ohne Torerfolg.